# عاصرة شرجية خارجية
العضلة العاصرة الشرجية الخارجية هي مستوى منبسط من الألياف العضلية إهليلجية الشكل الملتصقة بشكل أساسي بالجلد المحيط بحافة الشرج.

## صور إضافية

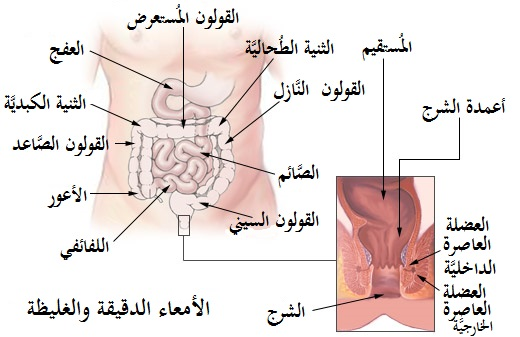
الأمعاء
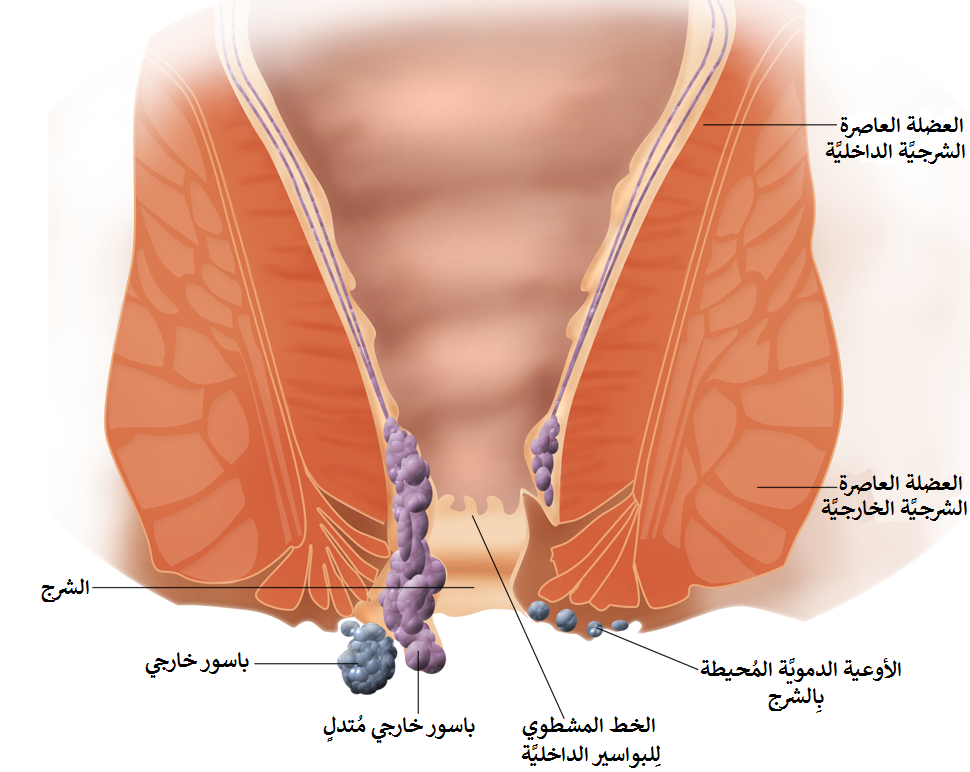
رسم تخطيطي توضيحي لتشريح البواسير.
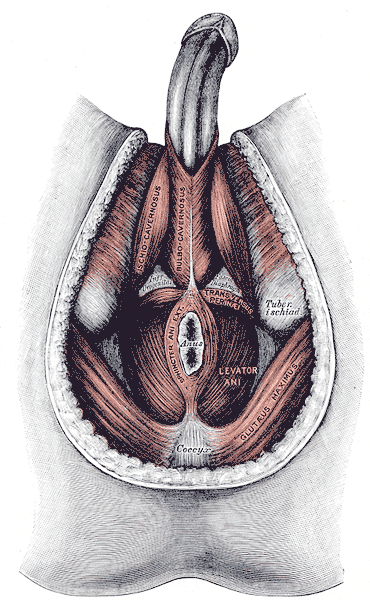
عضلات عجان الذكر.
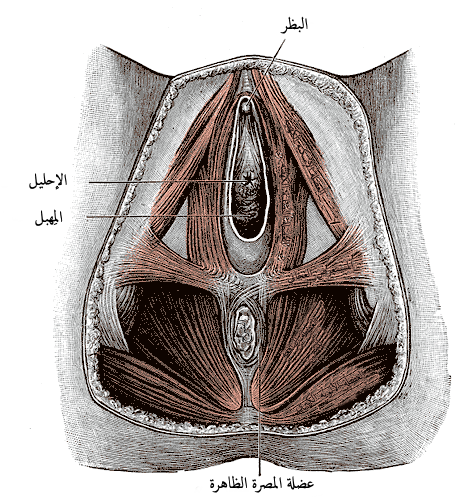
عضلات عجان الأنثى.
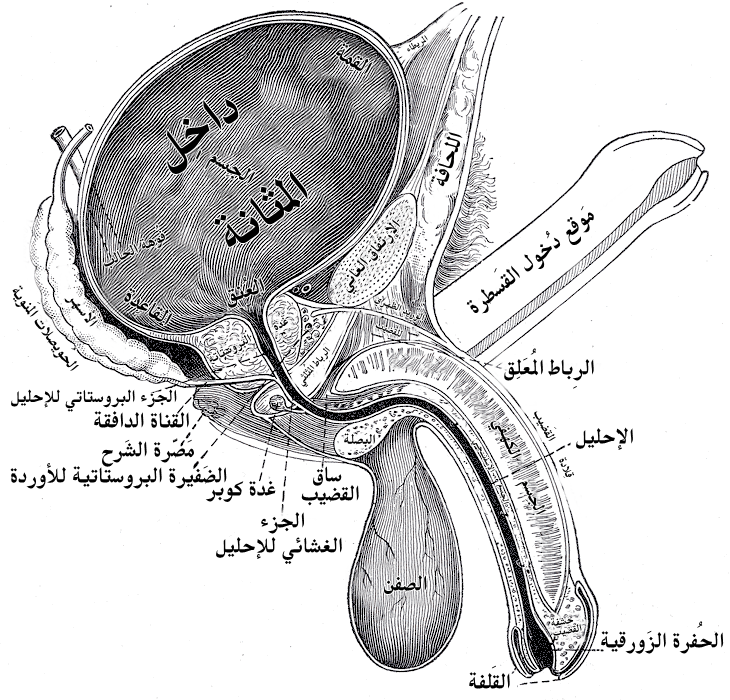
مقطع سهمي (عمودي) في المثانة والقضيب والإحليل.

## روابط خارجية
- صور تشريحية:42:13-0100 في مركز داونستيت الطبي التابع لجامعة نيويورك - "The Male Perineum and the Penis: The External Anal Sphincter"
- درسٌ تشريحي حول perineum مُعدٌ بواسطة ويسلي نورمان (جامعة جورجتاون). (analtriangle3)
- درسٌ تشريحي حول pelvis مُعدٌ بواسطة ويسلي نورمان (جامعة جورجتاون). (rectum)